# Rodrigo Álvarez de Sarria
Rodrigo Álvarez de Sarria (fallecido en 1188), noble gallego hijo del conde Álvaro Rodríguez de Sarria y de su esposa la condesa Sancha Fernández de Traba, fue el fundador de la Orden de Monte Gaudio. 

## Orígenes familiares
Miembro de la más alta nobleza gallega, su padre fue el conde Álvaro Rodríguez de Sarria, hijo a su vez del conde Rodrigo Vélaz y la condesa Urraca Álvarez, hija de Álvar Fáñez y Mayor Pérez. Su madre, Sancha Fernández de Traba era hija del conde Fernando Pérez de Traba y de Teresa de León, la madre de Alfonso Henriques, el primer rey de Portugal.

## Biografía
En el año 1165 obtuvo la tenencia en Lemos y dos años más tarde en Sarria ostentando desde aquel año el título de conde siendo llamado (en latín) comes rodericus Galletiae.
Contrajo matrimonio antes de 1173 con María Ponce, hija del conde Ponce de Minerva, mayordomo de la casa del rey Fernando II de León, y de su esposa Estefanía Ramírez. Ambos se separaron de mutuo acuerdo sin haber tenido descendencia. María se retiró junto con su madre en el Monasterio de Santa María de Carrizo y llegó a ser la primera abadesa de este cenobio.
Se desplazó a Tierra Santa prestando servicios a la Corona Portuguesa y se cree que pudo llegar a ser investido caballero de la Orden del Temple pero esta circunstancia no ha podido ser documentada.
A su vuelta, fundó y fue el primer maestre de la Orden de Monte Gaudio en el castillo de Alfambra, Reino de Aragón, por cesión real de Alfonso II de Aragón. Esta Orden fue aprobada por una Bula de Alejandro III el 24 de noviembre de 1180.
A su fallecimiento en 1188, le sucedió en el maestrazgo de la orden Rodrigo González, uniéndose a la Orden del Hospital de San Redentor, en Teruel, y conociéndose desde entonces como Orden de Alfambra. Su cuerpo fue inhumado en la Encomienda Mayor de la orden, situada en el castillo de Alfambra, del Reino de Aragón.